# Urs Dellsperger
Urs Dellsperger (Bern, 15 september 1963) is een Zwitsers duatleet. Hij werd eenmaal wereldkampioen duatlon lange afstand en viermaal Europees kampioen duatlon.
In 1997 werd hij in Zofingen wereldkampioen duatlon lange afstand.

## Titels
- Wereldkampioen duatlon lange afstand: 1997
- Europees kampioen duatlon: 1993, 1994, 1995, 1996
- Zwitsers kampioen duatlon: 1991, 1992, 1993, 1994, 1995

## Belangrijkste prestaties

### duatlon
- 1991: 18e WK korte afstand in Cathedral City - onbekende tijd
- 1991:  EK in Birmingham - 1:19.41
- 1992: 4e WK korte afstand in Frankfurt am Main - onbekende tijd
- 1992:  EK in Madrid - 1:21.09
- 1993:  EK in Königslutter am Elm - 2:44.26
- 1993:  WK korte afstand in Dallas - 1:28.45
- 1994:  EK in Vokoatti - 2:37.14
- 1994:  WK korte afstand in Hobart - 1:50.07
- 1995:  EK in Veszprém - 1:53.33
- 1995:  WK korte afstand in Cancún - 1:43.38
- 1996:  EK in Mafra - 1:51.41
- 1996: 7e WK korte afstand in Ferrara - onbekende tijd
- 1997: 30e WK korte afstand in Guernica - onbekende tijd
- 1997:  WK lange afstand in Zofingen - 6:30.08
- 2000: 12e WK lange afstand in Pretoria - onbekende tijd

### atletiek
- 1992:  Hallwilerseelauf (21,1 km) - 1:07.07
- 2007: 31e Marathon van Zürich - 2:33.14